# Ludwig Heigl
Ludwig Heigl, nemški rimskokatoliški duhovnik, * 24. marec 1910, † 2. maj 2000.

## Odlikovanja in nagrade
Leta 1997 je prejel častni znak svobode Republike Slovenije z naslednjo utemeljitvijo: »za njegova dobra dela, ki jih je med drugo svetovno vojno naklonil slovenskim izgnancem«.